# Театр Беатрікс
Театр Беатрікс (нід. Beatrix Theater) — музичний театр у нідерландському місті Утрехті, ставить і показує переважно мюзикли, значний осередок культури і дозвілля міста; носить ім'я королеви Нідерландів Беатрікс.

## Загальні дані

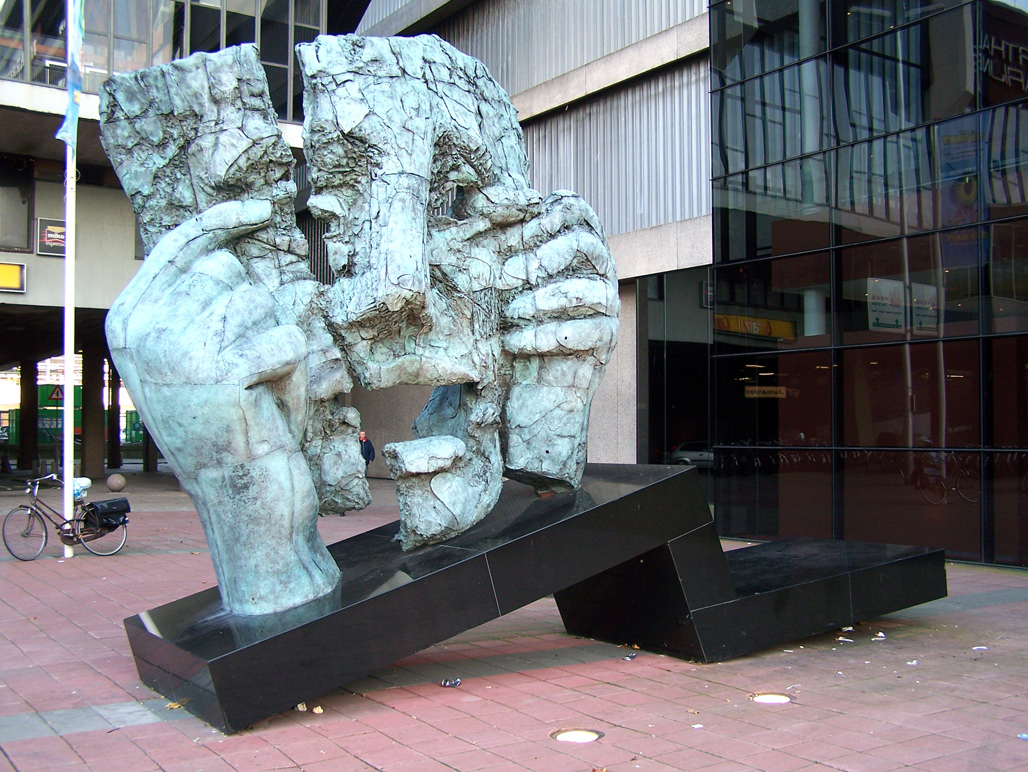
Demasqué біля театру

Заклад розташований у сучасній будівлі в утрехтському середмісті за адресою: Jaarbeursplein 6a 3521 AL Utrecht.
Архітектор будівлі театру — Арно Меїс (Arno Meijs). Перед входом до приміщення встановлено 4,5-метрову скульптурну композицію Demasqué нідерландського скульптора Пепе Грегуара (Pépé Grégoire).
Глядацька зала театру розрахована на 1 500 місць.
Заклад є власністю театральної організації Joop van den Ende Theaterproducties.

## Історія
Музичний театр в Утрехті відкрився в 1999 році — 9 травня грали всесвітньо відомий мюзикл «Чикаго». Успіх спектаклю і театру був великим, і вистава беззмінно йшла протягом майже 2 років.
Найуспішнішим дотепер в історії театру був мюзикл «Мамма Мія!» (Mamma Mia!), який відвідали 1 100 000 глядачів і слухачів, який демонструвався від 9 листопада 2003 до 12 лютого 2006 року.
У 2003 році театр був відремонтований, що надало йому сучаснішого вигляду.

## Репертуар
Театр Беатрікс пропонує не тільки музичні, а й інші різноманітні вистави, такі як концерти, комедії та сімейні шоу.
Нижче наведений список успішних мюзиклів, які грали в утрехтському театрі Беатрікс протягом значного часу:
| назва мюзиклу                                        | кількість відвідувачів | період                            |
| ---------------------------------------------------- | ---------------------- | --------------------------------- |
| «Чикаго» / Chicago                                   | 700 000                | 9 травня 1999 — 28 січня 2001     |
| «Лихоманка суботнього вечора» / Saturday Night Fever | 400 000                | 17 червня 2001 — 23 лютого 2003   |
| «Мамма Мія!» / Mamma Mia!                            | 1 100 000              | 9 листопада 2003 — 12 лютого 2006 |
| «Чарівник (країни Оз)» / The Wiz                     | 600 000                | 10 вересня 2006 — 17 жовтня 2007  |
| «Брудні танці» / Dirty Dancing                       | 750 000                | 9 березня 2008 — 4 липня 2009     |
| Joseph and the Amazing Technicolor Dreamcoat         | 650 000                | 23 вересня 2009 — 10 липня 2010   |
| We Will Rock You                                     | —                      | від 21 серпня року                |

Крім того, короткотерміново у театрі Беатрікс грали мюзикли: «Копакабана» (Copacabana), «Ісус Христос Суперзірка» (Jezus Christ Superstar) та «Вища школа» (High School Musical).

## Виноски
1. ↑  Адреса (театру) [Архівовано 2010-02-10 у Wayback Machine.] на Офіційна вебсторінка театру [Архівовано 2007-04-08 у Wayback Machine.]